# Lilly Walleni

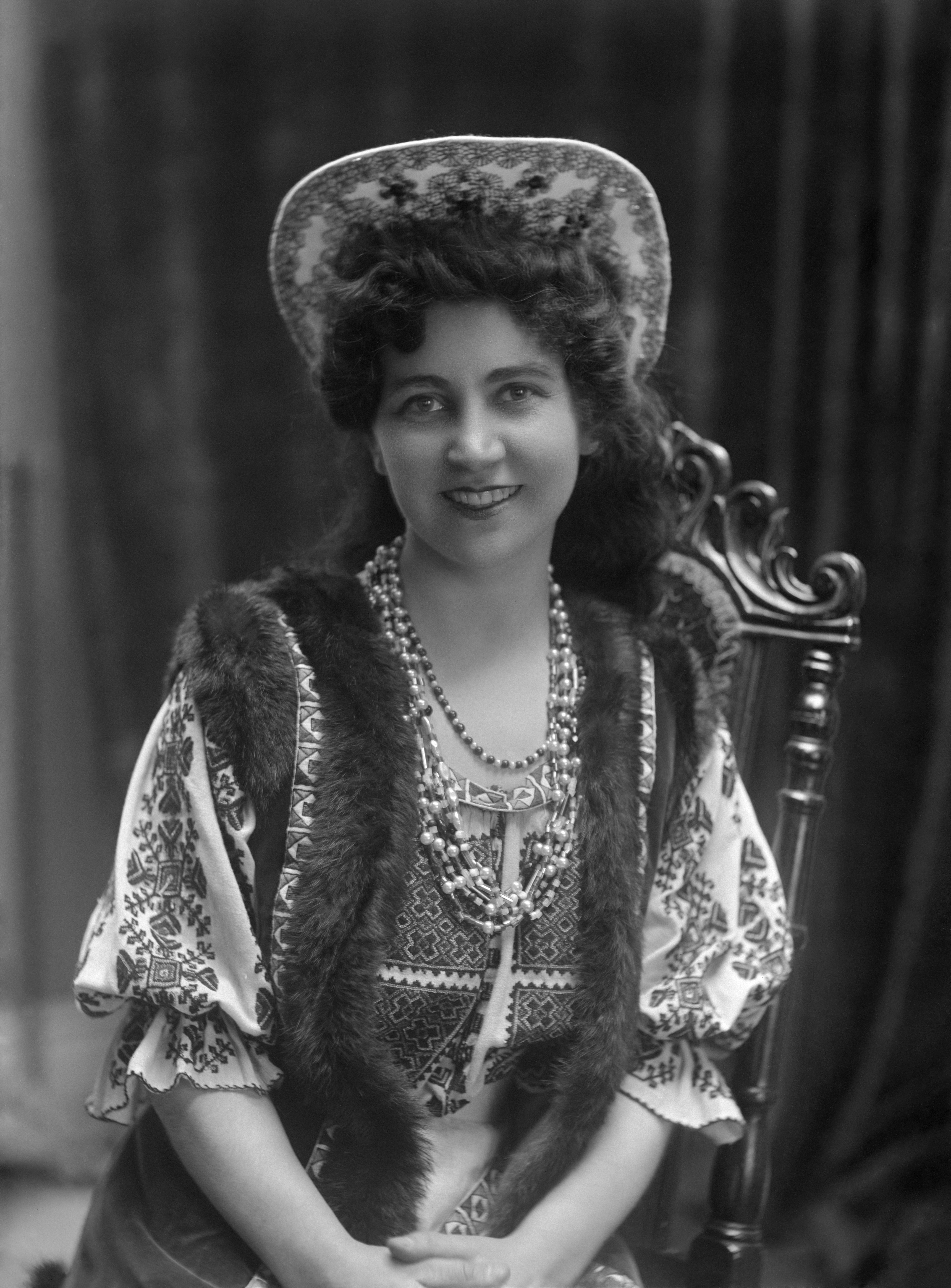
Lilly Walleni i titelrollen i operan Daria, Kungliga Operan 1907

Lilly Walleni, konstnärsnamn för Sanna Klara Vallentin, född den 11 augusti 1875 i Malmö, död den 14 maj 1920 i Stockholm, var en svensk operasångerska.
Walleni tillbragte sexton ungdomsår i Nordamerika, där hon utbildades vid Musical 
college i Boston. Återkommen till Sverige, var hon anställd vid Albert Ranfts operettscener 1902–05, vid 
Kungliga teatern 1906–08, studerade sedan i Berlin ett år, uppträdde i Aachen 1910 och på de stora operascenerna 
i Berlin, Dresden och Hamburg, hade anställning vid Hannoveroperan 1911–17 och ånyo vid Kungliga teatern i 
Stockholm 1917–19, sedan hon gästspelat där 1916. Hon var 1909–17 gift med sångaren och sångläraren Nils 
Strandberg. Utrustad med en ganska stor, mörkfärgad och särskilt i höjden klangfull 
mezzosopran samt kraftigt dramatiskt temperament, uppbar hon ett flertal större Wagnerroller (Elsa, Elisabet, 
Kundry, Sieglinde, Brünnhilde, Senta) liksom Santuzza i "På Sicilien", Tosca, Aida, Amneris i "Aida" med mera. 